# Wang Fei
Wang Fei (Chinês: 王菲; pinyin: Wáng Fēi; Henan, 6 de agosto de 1981) é uma voleibolista de praia chinesa.

## Carreira
Formou dupla em 2002 com Tian Jia e juntas sagraram-se medalhista de ouro na edição dos Jogos Asiáticos em Busan.
Ela disputou ao lado de Tian Jia a edição dos Jogos Olímpicos de 2004 em Atenas, Grécia, ocasião que finalizou na nona posição e juntas obtiveram a medalha de bronze na edição do Campeonato Mundial de Vôlei de Praia de 2005, em Berlim, Alemanha.